# Ágora
L'Ágora è uno spazio polifunzionale coperto progettato da Santiago Calatrava che si trova nella Ciutat de les Arts i les Ciències di Valencia.
La struttura dell'edificio è in metallo ed è rivestita da trencadís azzurro e cristallo. Ha una altezza di 75 metri ed occupa un'area ellittica di circa 5.000 metri quadrati.
L'Agorà è stata ufficialmente inaugurata nel novembre 2009 per ospitare il torneo Valencia Open 500, anche se i lavori di costruzione non erano ancora completamente finiti.